# Савинское (Ростовский район)
Савинское — село Ростовского района Ярославской области, входит в состав сельского поселения Ишня.

## География
Расположено на берегу реки Устье в 15 км на север от Ростова.

## История
Сельская пятиглавая каменная церковь с колокольней во имя Рождества Пресвятой Богородицы и св. Николая устроена усердием прихожан и доброхотных дателей в 1822 году, а ранее здесь были две деревянные церкви: одна во имя св. Николая, построенная в 1783 году, другая, стоявшая рядом с ней, во имя Рождества Пресвятой Богородицы. В 1794 году обе эти церкви сгорели, и на их месте была поставлена тоже деревянная церковь во имя св. Николая, купленная вместе с колокольнею в селе Титове. Эта церковь и существовала до окончания устройства каменной.
В конце XIX — начале XX вв. село входило в состав Савинской волости Ростовского уезда Ярославской губернии.
С 1929 года село входило в состав Савинского сельсовета Ростовского района, с 2005 года — в составе сельского поселения Ишня.

## Население
| 1859 | 2007 | 2010 |
| ---- | ---- | ---- |
| 291  | ↘44  | ↘41  |

## Достопримечательности
В селе расположена действующая церковь Рождества Пресвятой Богородицы (1822).